# グレートオーストラリア湾

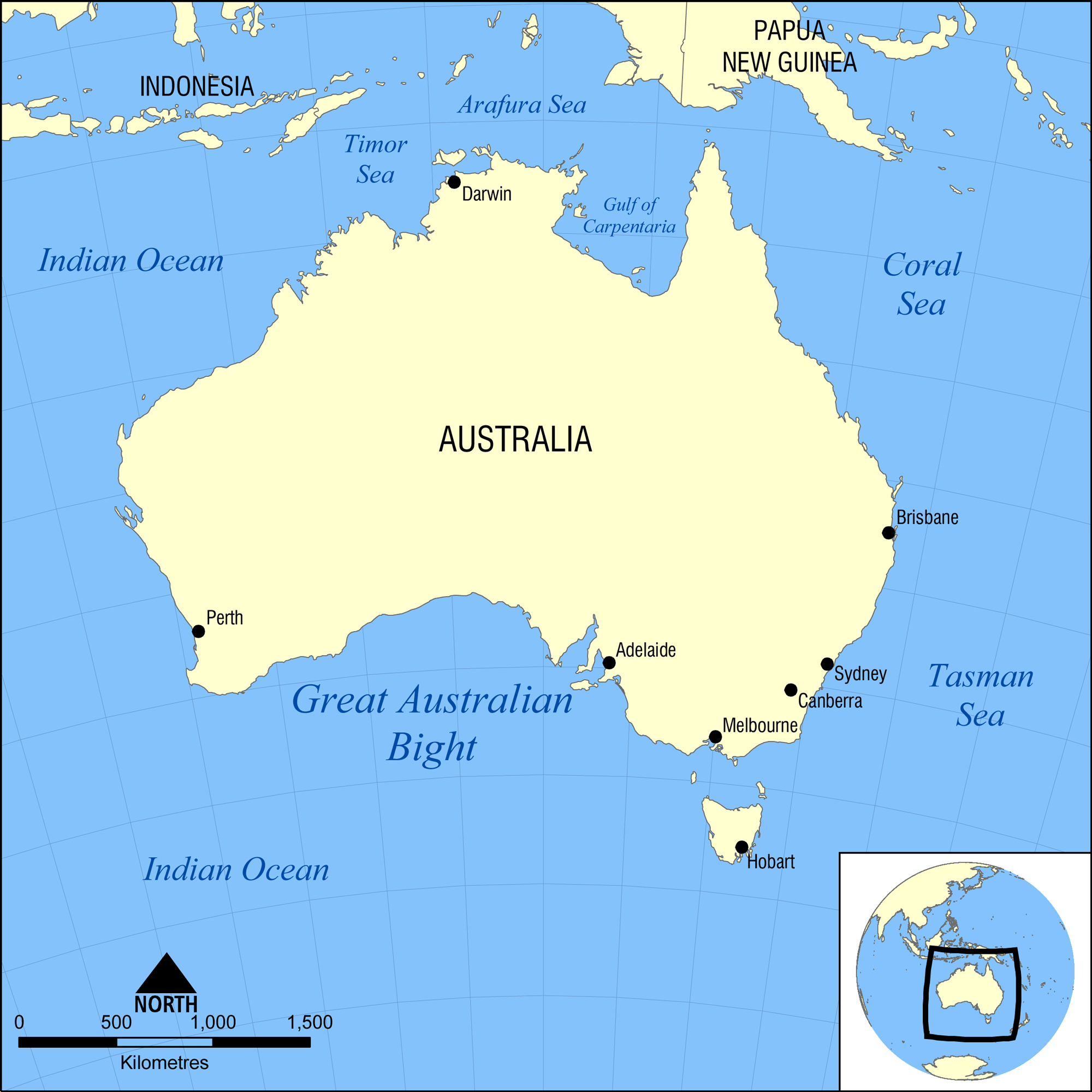
グレートオーストラリア湾の位置

グレートオーストラリア湾(Great Australian Bight)はオーストラリア大陸の南にある大きな湾。オーストラリア水路サービスの定義では西オーストラリア州のペーズリー岬から南オーストラリア州カーノット岬までの1160kmを指す。

## 帰属問題
国際水路機関の定義によれば、グレートオーストラリア湾はインド洋の一部であるとされる。しかしオーストラリアでは、グレートオーストラリア湾はインド洋ではなく南氷洋に含まれる、とする意見が一般的であり、国際水路機関に対し定義そのものを変更するよう要求している。

## 探検
グレートオーストラリア湾を初めて探検したのは、イギリス人の航海者マシュー・フリンダースである。彼はオーストラリア大陸一周行にあたって西から東へと航海し、海岸線を記した海路を製作した。陸地からの調査は、1840年から1841年にかけてエドワード・ジョン・エアによって初めて行われた。

## 自然史

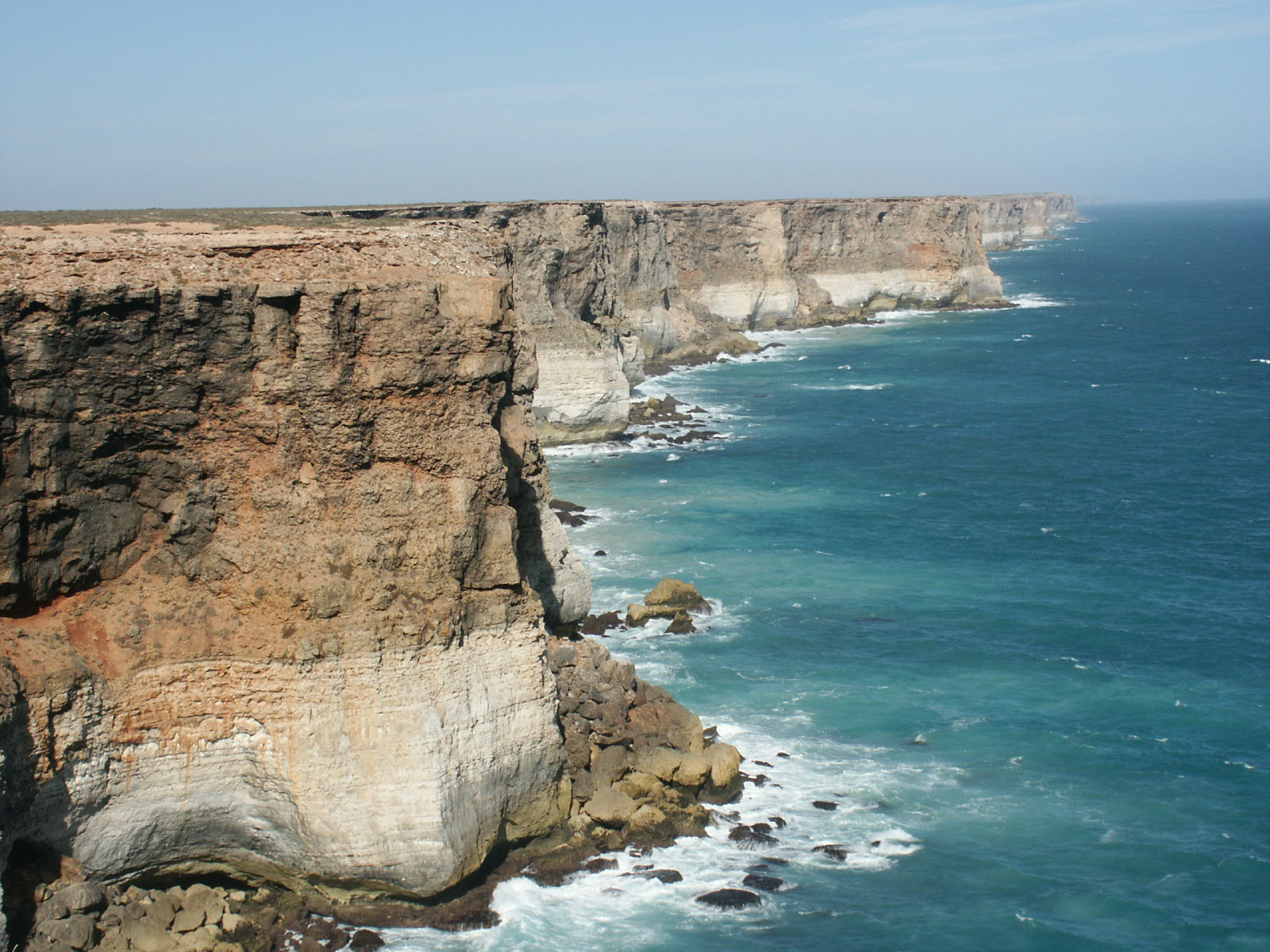
つらなる断崖とグレートオーストラリア湾

グレートオーストラリア湾の海岸線は、高さ60mにもおよぶ断崖とサーフィンに適した砂浜、ならびに岩山などからなる。5千万年前のゴンドワナ大陸で現在の南極とオースラリア大陸が分裂して形成された。水深は浅く、海底部は大陸棚であるが、一般的な大陸棚とは異なり海生生物は豊富でない。この湾に面している陸地の大部分は降水量の少ないナラボー平原であり、わずかな降水も塩湖へと流れ込んだり地下水となるためで、海への流入はほとんどない。そのため陸地から流れ込む養分が乏しく、結果として貧栄養状態を招き、「海の砂漠」となっている。しかしそのような中にあって、長年にわたり捕鯨を含む漁業の舞台となってきた。ミナミマグロの好漁場としても知られている。現在でも鯨類やサメ類の数は多く、理想的なホエールウォッチングスポットとなっている。沿岸に位置するエア国立公園では、この地域の自然史について特によく知ることができる。

## ホエールウォッチング
湾西部と東部および湾奥部からエア半島一帯の沿岸の海域は、ミナミセミクジラの冬の出産と子育てに使われている。湾奥部ではクジラ保護の為、ボートを使用するツアーは行われていないが、陸上からのホエールウォッチングが盛んである。ハンドウイルカやマイルカも見られ、時にはザトウクジラやミンククジラ、マッコウクジラ、シャチ、ヒレナガゴンドウなども現われる。
グレートオーストラリア湾沖合の、栄養素に富んだ海域ではプランクトンやオキアミが大量に発生する為、周辺はピグミーシロナガスクジラの格好の餌場になっている。陸地から遠いため、船を使うツアーはないが、ヘリコプターに搭乗し、上空から観察するものはある。